# كورولا إي 30
كورولا إي 30 (بالإنجليزية: Toyota Corolla E30) هي ثالث جيل من طراز سيارات كورولا التي تم بيعها من قبل تويوتا. تمت صناعتها بين آب 1974 و تموز 1981 ، وكانت تمثل أعظم نمو لشركة تويوتا في الولايات المتحدة في أعقاب أزمة الوقود.